# Бромная кислота
Бромная кислота — сильная одноосновная кислота, с химической формулой HBrO4. Получена в 1964 г. окислением броматов дифторидом ксенона. Соли кислоты — перброматы. В чистом виде не выделена, хотя получены концентрированные растворы.

## Получение
Окисление бромноватой кислоты дифторидом ксенона:
{\displaystyle {\mathsf {HBrO_{3}+XeF_{2}+H_{2}O\ {\xrightarrow {~~~}}\ HBrO_{4}+2HF+Xe\uparrow }}}
Окислением броматов фтором с последующей обработкой кислотой:
{\displaystyle {\mathsf {NaBrO_{3}+F_{2}+2NaOH\ {\xrightarrow {~~~}}\ NaBrO_{4}+2NaF+H_{2}O}}}
{\displaystyle {\mathsf {NaBrO_{4}+H_{3}O^{+}\ {\xrightarrow {~~~}}\ HBrO_{4}+Na^{+}+H_{2}O}}}

## Физические свойства
Бромная кислота существует только в водном растворе, максимальная концентрация 83 %(масс.), стабильна в концентрациях до 55 %. Практически не перегоняется в вакууме.
При охлаждении водных растворов бромной кислоты из них выпадает кристаллогидрат HBrO4·2H2O.

## Химические свойства
При нагревании или при повышении концентрации даже при комнатной температуре, бромная кислота разлагается:
{\displaystyle {\mathsf {2HBrO_{4}\ {\xrightarrow {~\tau ~}}\ 2HBrO_{3}+O_{2}}}}
Бромная кислота является сильной одноосновной кислотой:
{\displaystyle {\mathsf {HBrO_{4}+H_{2}O\ \rightleftarrows \ BrO_{4}^{-}+H_{3}O^{+}}}}
{\displaystyle {\mathsf {HBrO_{4}+NaOH\ \rightleftarrows \ NaBrO_{4}+H_{2}O}}}
Бромная кислота — сильный (но медленный) окислитель:
{\displaystyle {\mathsf {2HBrO_{4}+I_{2}+4H_{2}O\ {\xrightarrow {~\tau ~}}\ 2H_{5}IO_{6}+Br_{2}}}}